# Stephen Boyd
Stephen Boyd (Glengormley, Antrim megye, Észak-Írország, 1931. július 4. – Northridge, Kalifornia, 1977. június 2.) Golden Globe-díjas ír származású amerikai színész.

## Fiatalkora
Boyd Észak-Írországban született. Szülei Martha Boyd és James Alexander Millar voltak. Még iskolás korában lett színész és az Ulster Theatre Group tagjaként mutatkozott be a közönség előtt. 1946-ban Kanadában, 1950-ben az USA-ban telepedett le. Különböző rádióállomások műsoraiban és nyári társulatoknál lépett fel. 

## Munkássága
1953-ban szerepelt először a tv kamerái előtt és 1955-ben kezdett filmezni Angliában, de az igazi lehetőséget számára Hollywood adta meg. 1956–1963 között a 20th Century Fox munkatársa volt.
A markáns, kemény öklű férfi típusát testesítette meg általában kalandos produkciókban, drámai szituációkban. Emlékezetes szerepe Dzsamuga, Dzsingisz kán ellenfele (Dzsingisz Kán, 1965), Alex Stedman tv-kommentátor (A harmadik titok, 1964), Messala (Ben-Hur, 1959), valamint Grant titkosügynök (Fantasztikus utazás, 1966). 1966-ban készült A Biblia című film, ahol Richard Harris, Ava Gardner, Peter O’Toole és Franco Nero partnere volt. Az 1968-as Shalako című filmben Brigitte Bardot-val és Sean Conneryvel játszott együtt.

## Magánélete
1958–1959 között Mary Mariella di Sarzana volt a felesége. 1974-től haláláig Elizabeth Mills házastársa volt.
1971-ben Marisa Mell osztrák színésznővel kötött ugyan egy házasságot nomád cigány szertartás szerint, de ez a frigy sosem lett törvényes.

## Halála
Halála napján Boyd és felesége, Mills golfozni mentek. A pár épp a golfozó mobilon ülve haladt a pályán, amikor Boyd rosszullétre kezdett panaszkodni és hamarosan elalélt. Felesége próbálta mesterséges lélegeztetéssel életben tartani a segítség megérkezéséig, de a színész végül meghalt. A halál oka hirtelen fellépő szívroham volt.
Testét elhamvasztották, majd a hamvakat a Los Angeles melletti Oakwood temetőben helyezték örök nyugalomra.

## Filmográfia
- Az aligátor neve: Daisy (An Alligator Named Daisy) (1955)
- Egy domb Koreában (A Hill in Korea) (1956)
- A sosemvolt ember (1956)
- Sziget a napon (Island in the Sun) (1957)
- Hét mennydörgés (Seven Thunders) (1957)
- A holdfény ékszerészei (1958)
- Hajtóvadászat (The Bravados) (1958)
- A legjobb mindenből (The Best of Everything) (1959)
- Megszállott asszony (Woman Obsessed) (1959)
- Ben-Hur (1959)
- Jumbo (1962)
- Császári vénusz - Paolina Borhese (1962)
- A harmadik titok (The Third Secret) (1964)
- A római birodalom bukása (1964)
- Dzsingisz Kán (1965)
- A mák virága is virág (1966)
- Fantasztikus utazás (1966)
- A Biblia (1966)
- Shalako (1968)
- Rabszolgák (1969)
- Carter kapitány csapata (1969)
- A Jamaica zátony kincse (1976)
- Hawaii Five-O (1977)

## Díjai
- Golden Globe-díj a legjobb férfi mellékszereplőnek (1960) Ben-Hur